# Groot-Kei (rivier)

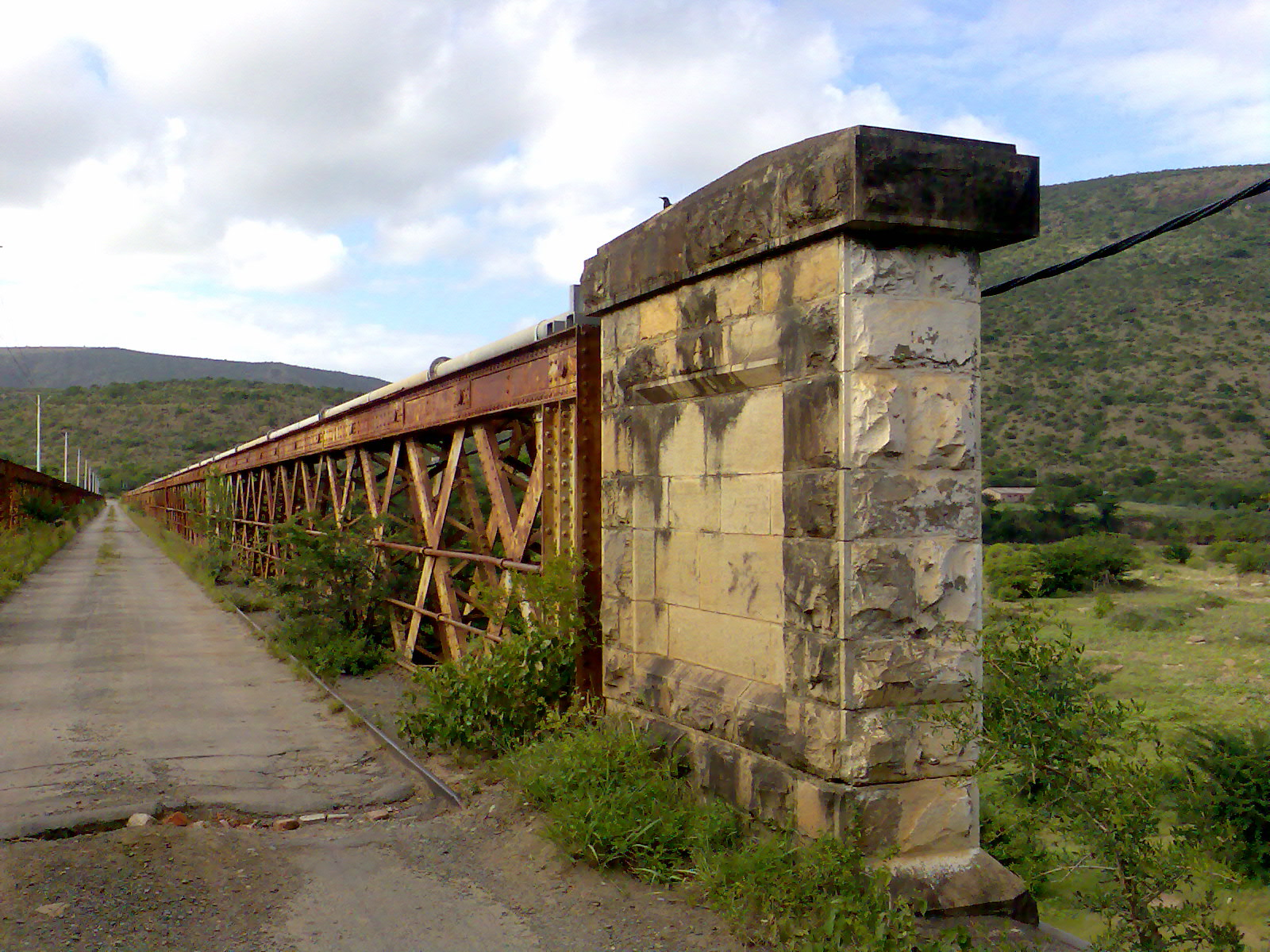
Oude brug over de Groot-Kei

De Groot-Kei (Afrikaans: Groot-Keirivier) is een rivier in de Zuid-Afrikaanse provincie Oost-Kaap. De rivier ontstaat bij de samenvloeiing van de twee bronrivieren, de Swart-Keirivier en de Wit-Keirivier met oorsprong in de Stormberg-keten en mondt uit in de Indische Oceaan, bij de plaats Kei Mouth. De Groot-Kei heeft een lengte van 520 km en het stroomgebied bedraagt 20.566 km².
De rivier fungeert als de zuidwestelijke begrenzing van de regio en het voormalig thuisland Transkei, vanwaar ook de naam Transkei – "over de Kei".
- Virtual International Authority File: 315531175